# Король Талсы
«Коро́ль Та́лсы» (англ. Tulsa King) — американский телесериал Тейлора Шеридана и Теренса Уинтера в жанре криминальной комедии и драмы. Главную роль исполнил Сильвестр Сталлоне, сыгравший капо, недавно вышедшего из тюрьмы. Премьера первого сезона состоялась на стриминговой платформе Paramount+ 13 ноября 2022 года.
30 ноября 2022 года телесериал был продлён на второй сезон, премьера которого состоялась 15 сентября 2024 года.
Премьера третьего сезона состоится 21 сентября 2025 года.

## Сюжет
Дуайт «Генерал» Манфреди — капо мафии Нью-Йорка, недавно вышедший на свободу после 25 лет в тюрьме. Босс мафии направляет его в Талсу (штат Оклахома) для организации там криминальной сети.

## В ролях
- Сильвестр Сталлоне — Дуайт «Генерал» Манфреди
- Татьяна Лия Дзаппардино — Тина Манфреди-Григер, флорист из Бруклина и дочь Дуайта
- Макс Каселла[англ.] — Арманд Труиси
- Стефани Кертсуба[англ.] — Клара Труиси
- Доменик Ломбардоцци — Чарльз «Чики» Инверницци
- Эй Си Питерсон — Пит «Скала» Инверницци
- Винсент Пьяцца — Винс Антоначчи
- Гай Нардулли[англ.] — Джонни «Зип»
- Джей Уилл[англ.] — Тайсон Митчелл
- Майкл Бич — Марк Митчелл
- Джульетт Джефферс[англ.] — Энджи Митчелл
- Стив Уиттинг — Донни Шор
- Дж. Д. Уолш[англ.] — Харлан Тибодо
- Андреа Сэвадж — Стейси Бил
- Мартин Старр — Бодхи
- Глен Гулд[англ.] — Джимми «Крик»
- Гарретт Хедлунд — Митч Келлер
- Эмили Дэвис[англ.] — Рошель «Рокси» Харрингтон
- Дана Дилейни — Маргарет
- Аннабелла Шиорра — Джоанн
- Ричи Костер — Килин Уолтрип
- Нил Макдонаф — Кэл Трешер
- Фрэнк Грилло — Билл Бевилаква
- Рич Тинг — Джеки Минг
- Доминик Коламбо — Гуди Каранджи

## Эпизоды

### Обзор сезонов
| Сезон | Серии | Серии | Даты показа      | Даты показа     |
| Сезон | Серии | Серии | Первая серия     | Последняя серия |
| ----- | ----- | ----- | ---------------- | --------------- |
| 1     | 9     | 9     | 13 ноября 2022   | 8 января 2023   |
| 2     | 10    | 10    | 15 сентября 2024 | 17 ноября 2024  |
| 3     | 10    | 10    | 21 сентября 2025 | 23 ноября 2025  |

### Cезон 1 (2022—2023)
| № общий | № в сезоне | Название                                   | Режиссёр      | Автор сценария                                                       | Дата премьеры   |
| ------- | ---------- | ------------------------------------------ | ------------- | -------------------------------------------------------------------- | --------------- |
| 1       | 1          | «Едь на запад, старик» «Go West, Old Man»  | Аллен Култер  | Сюжет : Тейлор Шеридан Телесценарий : Тейлор Шеридан и Теренс Уинтер | 13 ноября 2022  |
| 2       | 2          | «Центр Вселенной» «Center of the Universe» | Аллен Култер  | Теренс Уинтер, Джозеф Риккобене                                      | 20 ноября 2022  |
| 3       | 3          | «Каприз» «Caprice»                         | Бен Ричардсон | Регина Коррадо                                                       | 27 ноября 2022  |
| 4       | 4          | «Место для визитов» «Visitation Place»     | Бен Семанофф  | Дейв Флеботт                                                         | 4 декабря 2022  |
| 5       | 5          | «Токен Джо» «Token Joe»                    | Бен Семанофф  | Джозеф Риккобен                                                      | 11 декабря 2022 |
| 6       | 6          | «Конюшня» «Stable»                         | Гай Ферленд   | Дейв Флеботт                                                         | 18 декабря 2022 |
| 7       | 7          | «Уорр-Эйкерс» «Warr Acres»                 | Гай Ферленд   | Терренс Уинтер, Джозеф Риккобене                                     | 25 декабря 2022 |
| 8       | 8          | «Adobe Walls» «Эдоуб-Уоллс»                | Лодж Керриган | Терренс Уинтер, Том Сьеркио                                          | 1 января 2023   |
| 9       | 9          | «В добрый путь» «Happy Trails»             | Лодж Керриган | Терренс Уинтер                                                       | 8 января 2023   |

### Сезон 2 (2024)
| № общий | № в сезоне | Название                                               | Режиссёр       | Автор сценария                                  | Дата премьеры    |
| ------- | ---------- | ------------------------------------------------------ | -------------- | ----------------------------------------------- | ---------------- |
| 10      | 1          | «Снова в седле» «Back in the Saddle»                   | Крейг Зиск     | Тейлор Элмор, Теренс Уинтер, Сильвестр Сталлоне | 15 сентября 2024 |
| 11      | 2          | «Блюз Канзас-Сити» «Kansas City Blues»                 | Крейг Зиск     | Стивен Ская, Теренс Уинтер                      | 22 сентября 2024 |
| 12      | 3          | «Оклахома против Манфреди» «Oklahoma v. Manfredi»      | Джошуа Марстон | Теренс Уинтер, Джозеф Риккобене                 | 29 сентября 2024 |
| 13      | 4          | «Герои и злодеи» «Heroes & villains»                   | Джошуа Марстон | Теренс Уинтер, Дейв Флеботт                     | 6 октября 2024   |
| 14      | 5          | «Сражение с ветряной мельницей» «Tilting at Windmills» | Дэвид Семел    | Уильям Шмидт                                    | 13 октября 2024  |
| 15      | 6          | «Навигатор» «Navigator»                                | Дэвид Семел    | Теренс Уинтер                                   | 20 октября 2024  |
| 16      | 7          | «Жизнеобеспечение» «Life Support»                      | Кевин Даулинг  | Дейв Флеботт                                    | 27 октября 2024  |
| 17      | 8          | «Под новым руководством» «Under New Management»        | Кевин Даулинг  | Уильям Шмидт, Теренс Уинтер                     | 3 ноября 2024    |
| 18      | 9          | «Триада» «Triad»                                       | Крейг Зиск     | Джозеф Риккобене                                | 10 ноября 2024   |
| 19      | 10         | «Восстановление» «Reconstruction»                      | Крейг Зиск     | Теренс Уинтер, Сильвестр Сталлоне               | 17 ноября 2024   |

### Сезон 3 (2025)
| № общий | № в сезоне | Название                             | Режиссёр | Автор сценария                       | Дата премьеры    |
| ------- | ---------- | ------------------------------------ | -------- | ------------------------------------ | ---------------- |
| 20      | 1          | «Кровь и бурбон» «Blood and Bourbon» | TBA      | Дейв Эриксон, Сильвестр Сталлоне     | 21 сентября 2025 |
| 21      | 2          | «Пятьдесят» «The Fifty»              | TBA      | Шери Элвуд                           | 28 сентября 2025 |
| 22      | 3          | «The G and the OG»                   | TBA      | Джамил Салим                         | 5 октября 2025   |
| 23      | 4          | TBA                                  | TBA      | Тейлор Стрейтц                       | 12 октября 2025  |
| 24      | 5          | TBA                                  | TBA      | Илди Модрович, Сильвестр Сталлоне    | 19 октября 2025  |
| 25      | 6          | «Bubbles»                            | TBA      | Джозеф Риккобене, Сильвестр Сталлоне | 26 октября 2025  |
| 26      | 7          | «Art of War»                         | TBA      | Дэниел К. Коннолли                   | 2 ноября 2025    |
| 27      | 8          | «Nothing is Over»                    | TBA      | Ник Джонс, Сильвестр Сталлоне        | 9 ноября 2025    |
| 28      | 9          | «Dead Weight»                        | TBA      | TBA                                  | 16 ноября 2025   |
| 29      | 10         | TBA                                  | TBA      | TBA                                  | 23 ноября 2025   |

## Производство
О начале разработки телесериала было объявлено в декабре 2021 года. На тот момент проект имел рабочее название «Канзас Сити». Его создателем стал Тейлор Шеридан, а шоураннером — Теренс Уинтер. На главную роль был утверждён Сильвестр Сталлоне, для которого проект стал телевизионным дебютом. В феврале 2022 года было заказано производство первого сезона. В марте 2022 года название сериала изменилось: отныне местом действия стала Талса (штат Оклахома). Тогда же стало известно, что в телесериале снимутся Макс Каселла, Доменик Ломбардоцци, Винсент Пьяцца, Джей Уилл. Позднее к актёрскому составу присоединились Эй Си Питерсон и Андреа Сэвадж.
Шеридан придумал идею телесериала во время пандемии COVID-19. В течение недели он написал сценарий пилотного эпизода и взял согласие у Сталлоне для участия в проекте.
Съёмки телесериала начались в марте и завершились в августе 2022 года.
30 ноября 2022 года телесериал был продлён на второй сезон. Производство второго сезона началось 1 апреля 2024 года.

## Восприятие
На сайте-агрегаторе Rotten Tomatoes рейтинг сериала составляет 79 % на основании 47 рецензий критиков со средним баллом 6,2 из 10. Консенсус критиков сформулирован так: «Устаревшая комедия „Король Талсы“ иногда напоминает заказ спагетти с маринарой и получение вместо этого яичной лапши с кетчупом, но Сильвестр Сталлоне со своим самодовольным обаянием всё ещё управляет экраном». На сайте-агрегаторе Metacritic рейтинг сериала составляет 65 баллов из 100 возможных на основании 28 рецензий критиков, что означает «в целом положительные отзывы».
Дебютный эпизод сериала собрал аудиторию в 3,7 млн человек, что позволило проекту стать лидером среди новых американских телесериалов 2022 года, обойдя ранее лидировавший «Дом Дракона».